# Аврије (Мен и Лоара)
Аврије (фр. Avrillé) насеље је и општина у западној Француској у региону Лоара, у департману Мен и Лоара која припада префектури Анже.
По подацима из 2011. године у општини је живело 12.808 становника, а густина насељености је износила 808,08 становника/km². Општина се простире на површини од 15,85 km². Налази се на средњој надморској висини од 50 метара (максималној 62 m, а минималној 17 m).

## Демографија
| 1962. | 1968. | 1975. | 1982.  | 1990.  | 1999.  | 2011.  |
| ----- | ----- | ----- | ------ | ------ | ------ | ------ |
| 3.034 | 4.603 | 9.386 | 10.811 | 12.878 | 12.991 | 12.808 |

График промене броја становника у току последњих година